# Pukulmi (ö i Kemi-Torneå)
Pukulmi är en ö i Finland.   Den ligger i kommunen Torneå i den ekonomiska regionen  Kemi-Torneå  och landskapet Lappland, i den norra delen av landet, 600 km norr om huvudstaden Helsingfors. Arean är 0,77 kvadratkilometer.
Terrängen på Pukulmi är mycket platt. Den sträcker sig 1,6 kilometer i nord-sydlig riktning, och 0,8 kilometer i öst-västlig riktning.